# Форнело (Ла Специја)
Форнело је насеље у Италији у округу Ла Специја, региону Лигурија.
Према процени из 2011. у насељу је живело 36 становника. Насеље се налази на надморској висини од 335 м.